# Kotijärvi (Gällivare socken, Lappland, 742009-172211)
Kotijärvi är en sjö i Gällivare kommun i Lappland och ingår i Råneälvens huvudavrinningsområde.